# František Hadaš
František Hadaš, född 22 mars 1941, är en tjeckoslovakisk bågskytt. Han deltog vid olympiska sommarspelen 1980.